# Cardamine lyrata
Cardamine lyrata är en korsblommig växtart som beskrevs av Aleksandr Andrejevitj Bunge. Cardamine lyrata ingår i släktet bräsmor, och familjen korsblommiga växter. Inga underarter finns listade i Catalogue of Life.